# ميجور وينجيت
ميجور وينجيت (بالإنجليزية: Major Wingate)‏ مواليد 10 نوفمبر 1983 في فلورنس، هو لاعب كرة سلة أمريكي. بدأ مسيرته الاحترافية في سنة 2006. بلغ طوله 6 قدم 10 بوصة (2.1 م). اعتزل اللعب في 2010.

## المسيرة الاحترافية
لعب مع نادي ماكدونيكوس لكرة السلة في موسم 2006–2007، ثم لعب مع نادي طوفاس الرياضي في الدوري التركي في موسم 2006–2007، ثم لعب مع شانشي بريف دراجونز في الدوري الصيني في موسم 2007–2008.